# Tamara Jansen
Pour les articles homonymes, voir Jansen.
Tamara N. Jansen (née en 1967/1968) est une femme politique canadienne de Colombie-Britannique. Elle représente la circonscription britanno-colombienne de Cloverdale—Langley City à titre de députée conservatrice de 2019 à 2021,.

## Biographie
Opérant la pépinière Darvonda Nurseries avec son mari et sa famille à Langley, Jansen est élue députée de Cloverdale—Langley City en 2019 sous la bannière du Parti conservateur du Canada. Durant son mandat, elle siège dans les comités sur les Finances, la Santé et sur la pandémie de Covid-19. Lors de la course à la chefferie du Parti conservateur en 2020, elle apporte son soutien à Leslyn Lewis. Elle subit une défaite lors de l'élection de 2021 qui voit le retour de l'ancien député libéral John Aldag.
Après la démission de John Aldag le 31 mai 2024 pour se présenter aux élections provinciales de 2024 pour le Nouveau Parti démocratique de la Colombie-Britannique, une élection partielle est appelée dans la circonscription de Cloverdale—Langley City. Jansen se présente de nouveau pour le Parti conservateur et remporte le siège perdu en 2021, dans une élection où le taux de participation est de moins de 17 %.

### Critiques
Jansen fait face à des critiques en avril 2021 lorsqu'en citant un passage de la Bible contre les thérapies de conversion, elle mentionne le mot « impur ». Sur ce sujet, elle vote contre le projet de loi C-6 en juin 2021. S'opposant au projet aux Communes, elle indique vouloir « les conseils des chefs religieux sur la sexualité et les droits des parents de protéger et de guider leurs enfants » (counsel from religious leaders on sexuality, and the rights of parents to protect and guide their children).